# Gollania taxiphylloides
Gollania taxiphylloides är en bladmossart som beskrevs av Hisatsugu Ando och Masanobu Higuchi 1981. Gollania taxiphylloides ingår i släktet Gollania och familjen Hypnaceae. Inga underarter finns listade i Catalogue of Life.